# PSR B1620-26 b
PSR B1620-26 bは、さそり座の方向に約12400光年の位置にある太陽系外惑星である。Methuselahという非公式な名前があり、他にも年齢からthe Genesis Planet(Genesis=起源の意)と呼ばれることもあり、2恒星と1惑星から成るためPSR B1620-26 cと書かれることもある。パルサーPSR B1620-26 Aと伴星の白色矮星WD B1620-26からなる周連星惑星であり、初めて発見された周連星惑星でもある。また、初めて発見された球状星団内の系外惑星でもある。現在知られている太陽系外惑星の中では最も古い部類で、約127億歳だと考えられている。

## 特徴

### 質量と軌道
PSR B1620-26bは質量が木星の2.627倍あり、軌道長半径が23 au(3.4 × 109 km)もあり、これは天王星と太陽の距離より少し大きい程度である。どちらも公転周期は約100年である。

### 年齢
この3つの天体からなる連星系は球状星団M4の核のすぐ外側にある。球状星団の年齢は127億歳と推定されており、星団内の全ての恒星はほぼ同時期に形成されたと考えられている。惑星も恒星と同時に形成されるため、PSR B1620-26 bも約127億歳ということになる。これは現在知られている中で2番目に古く、地球の3倍近くも古い。この惑星は生まれてから多くの段階を経ている。

### 恒星
PSR B1620-26 は2つの恒星からなる連星系である。主星PSR B1620-26は1秒間に100回転する中性子星のパルサーで、質量1.34 M☉、半径20km(3 × 10-5 R☉)、表面温度30万K以下である。伴星は0.34 M☉の白色矮星で、半径は約0.01 R☉、表面温度25200 K以下である。これらは1天文単位の距離を取って、約6ヶ月の周期でお互いの周りを回っている。惑星系の年齢は127億 ~ 130億年で、知られている中では最も老いた連星である。参考として、太陽の年齢は46億年である。
連星系の視等級は+24で、肉眼で見ることはできない。

### 進化の歴史

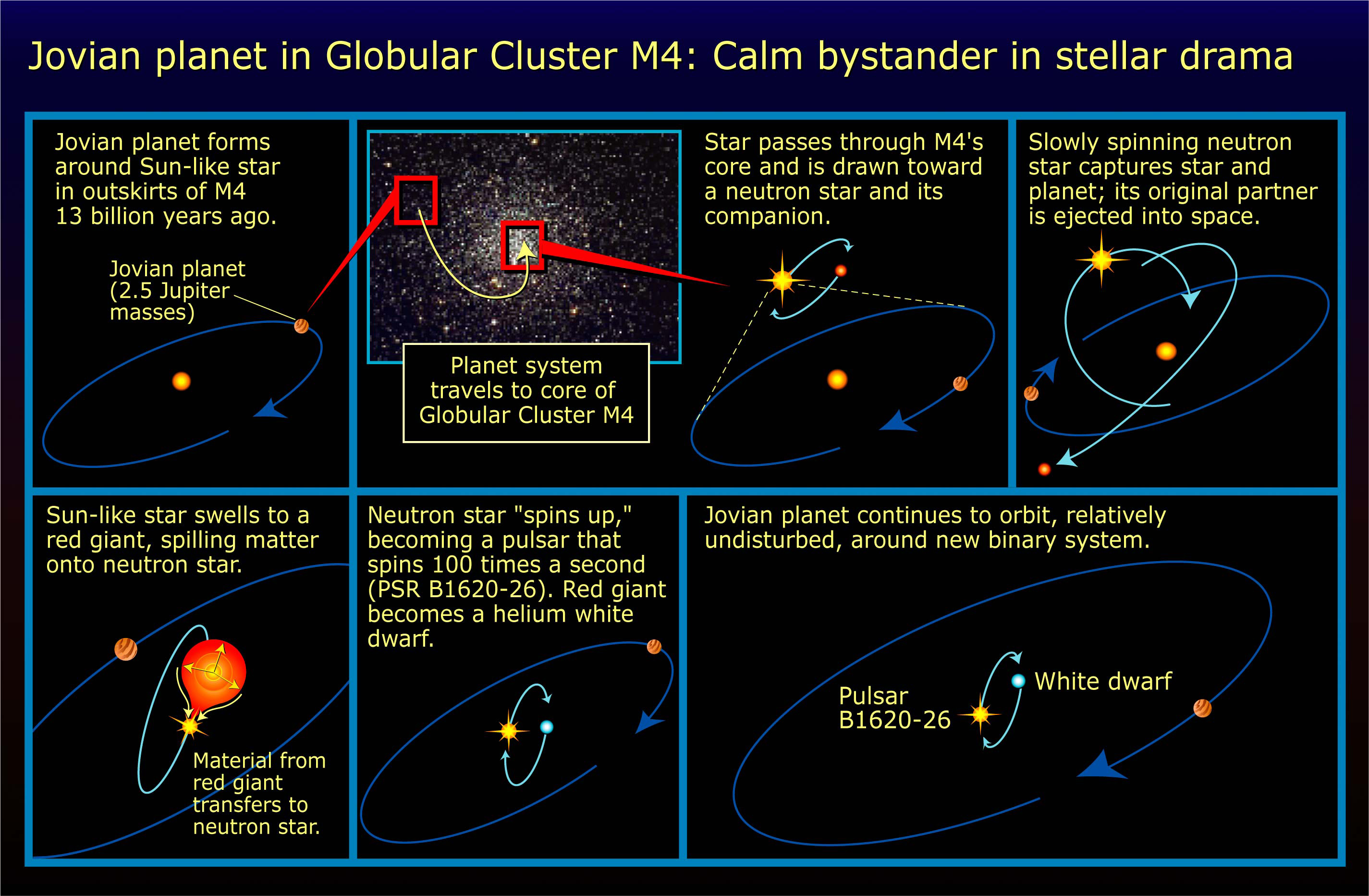
PSR B1620-26の系の進化

パルサー惑星の起源は完全には分かっていないが、恐らく今日見られるような形成過程は経ていないと考えられている。恒星の核が中性子星に崩壊する際に重力が減少し、超新星爆発としてほとんどの質量を吹き飛ばすため、その後に惑星が残ることは考えにくい。現在白色矮星になっている恒星の惑星として形成され、この恒星と惑星が後に中性子星に捕獲された可能性の方が高い。
恒星同士の遭遇は太陽の存在する銀河系の円盤では非常に稀であるが、球状星団の密度の高い核ではしばしば起こる。過去100億年のある時点で、中性子星は惑星を伴った恒星を捕獲して連星を形成し、この過程で恐らく元の伴星を失ったと考えられている。約5億年前、新しく捕獲した恒星は膨張を始め、赤色巨星になった。
若いパルサーの典型的なパルス周期は1秒の桁で、徐々に速くなっている。最終的にはいわゆるミリ秒パルサーになって、伴星から物質を奪うようになる。PSR B1620-26のパルス周期は数ミリ秒で、物質の転移が起こっている強い証拠がある。パルサーの伴星の赤色巨星が膨張し、ロッシュ・ローブを越え、表層から中性子星に変わり始めていると考えられている。
落下しつつある物質は、複雑で壮大な現象を引き起こす。落下しつつある物質は、角モーメントの移転のために中性子星を回転させる。数億年のうちに、落下しつつある物質はX線を放射するほど高温になり、恒星は低質量X線連星となる。
質量の移転は、質量を供給する方の恒星の表層が枯渇し、核がゆっくりと収縮して白色矮星となることで終了する。そして2つの星は完全にお互いの周囲を公転するようになる。とはいえ、PSR B1620-26 bの長期的な見通しは明るくない。3つの天体から成る系は、M4の典型的な恒星よりずっと質量が大きく、恒星の密度が非常に高い星団の核の方にゆっくりと引き寄せられる。数十億年で、連星系は近接した他の恒星と出会うと考えられる。その場合は、一番軽い天体が系から弾き出される可能性が最も高いと考えられる。もしそうなると、PSR B1620-26 bはM4から完全に弾き出され、残りの時間を宇宙空間を独りで漂いながら自由浮遊惑星として過ごすことになると考えられる。

## 発見

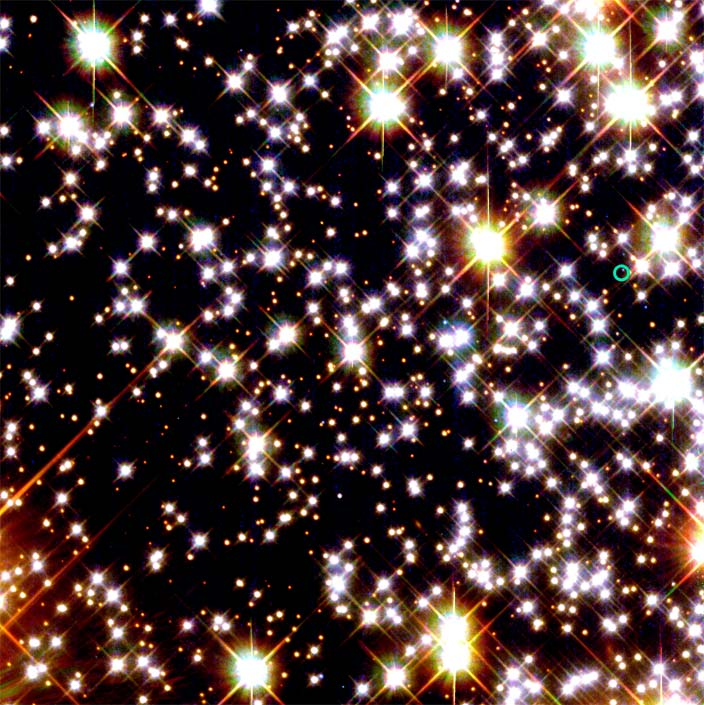
惑星系の位置。緑色の丸の部分がPSR B1620-26惑星系の位置である。

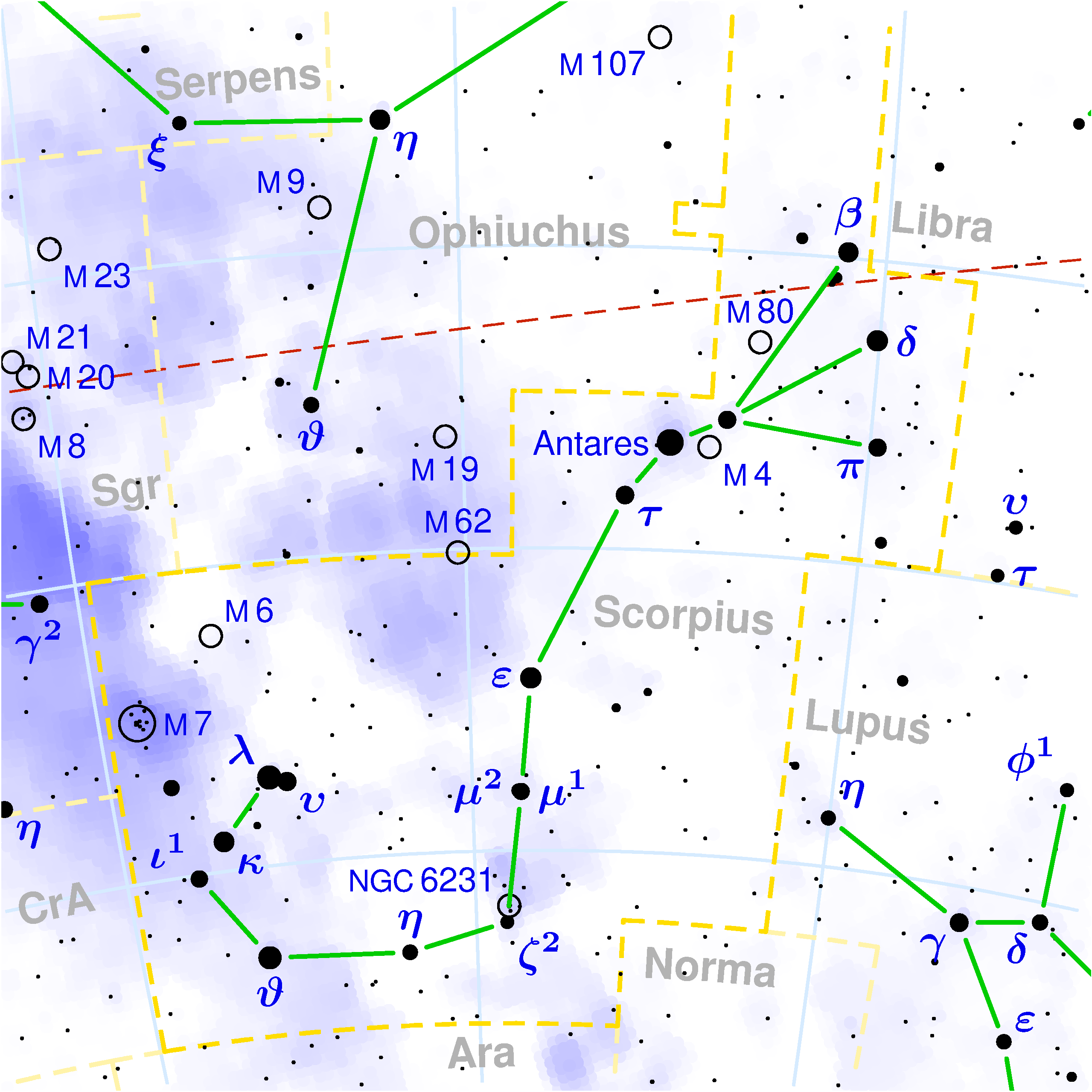
惑星系はM4球状星団の中に位置している。

他のほぼ全ての太陽系外惑星と同様に、PSR B1620-26 bはドップラー効果の変化から発見された（この場合はパルサーのパルス周期の見かけの変化）。1990年代初めにDonald Backer(英語版)の率いる天文学者のチームは、連星パルサーと考えられる天体を研究しており、観測されるドップラー効果を説明するためには3つめの天体が必要であることを確認した。数年以内に惑星がパルサーと白色矮星に及ぼす重力の影響が測定され、その質量が恒星にしては小さすぎると推定された。3番目の天体が惑星であると結論づけられたことは、1993年にStephen Thorsettらにより公表された。
惑星の軌道を研究することで、白色矮星の質量を推定することができ、惑星の形成理論から白色矮星は年齢が若く、熱いことが推定された。2003年7月10日、ハッブル宇宙望遠鏡の観測により白色矮星の検出と予測されていた特徴が確認されたことがSteinn Sigurdssonらのチームによって公表された。メトシェラの名前が発表されたのはNASAの記者会見であり、世界中の記者の注目を集めた。

## 名称
PSR B1620-26 bという名前は科学論文では用いられないが、SIMBADのデータベースにはこの名前で登録されている。論文誌等では、恐らく連星系を構成する恒星A及びBとの混同を避けるために、PSR B1620-26 cと記述しているものもある。しかしこの記法はSIMBADに収録されておらず、現在の命名ではふつう惑星は小文字、恒星は大文字になるため、PSR B1260-26惑星系の2恒星を公転する惑星名はPSR B1260-26bとなる。2008年11月時点で、他に見つかっている唯一の連星系の惑星であるおとめ座HW星の発見の論文では命名が行われず、この問題については未解決のままである。
公式に認められてはいないが、Methuselahという名前もよく用いられている。この名前は、旧約聖書に登場する「最も長命の人物」であるメトシェラに由来する。この名前は非公式の名前として、太陽系の惑星との類似性を表す時にしばしば用いられる。系外惑星において神話由来の非公式の名称はベレロフォン(ディミディウムの旧称)、オシリスなどもあるが、Methuselahは唯一聖書からきた名称である。